# Gramps
GRAMPS, acrònim de l'anglès Genealogical Research and Analysis Management Programming System (Sistema de Programació de Gestió de la Recerca i Anàlisi Genealògiques) és un programari lliure de genealogia. És una part del projecte de GNOME. Originalment estava només disponible als sistemes operatius de la família UNIX, però des de la versió 2.2.0 també està disponible per a Windows.
El programari permet construir fi mantenir fàcilment un arbre genealògic. També proporciona totes les característiques comunes d'altres programes genealògics, així com l'entrada d'informació directament. És possible canviar i manipular qualsevol esdeveniment de la base de dades sencera (en qualsevol ordre o seqüència) per donar suport a la recerca, anàlisi i correlació, així per exemple identificant lligams possibles entre individus.
El programara va ser concebut amb el concepte que la majoria dels programes de genealogia estaven dissenyats per permetre a l'investigador entrar la informació relacionada amb un arbre genealògic particular. La majoria d'aquests programes permetien organitzar i desar la informació segons els criteris de GEDCOM. Normalment proporcionen recursos per a mostrar els avantpassats a la pantalla gràfica, amb diagrames, o informes. Les dades es poden ampliar amb imatges o altres mitjans. Molts proporcionen per a entrar les dades de persones o famílies sense cap parentiu amb el cognom principal que s'investiga. També es poden afegir altres formes diverses d'informació al programa genealògic el que permet diferents graus d'importar i exportar dades d'altres programes i publicar les dades contingudes als diversos informes.
D'altra banda, GRAMPS, intenta proporcionar totes les característiques comunes d'aquests programes, però, més encara, proporcionar una característica addicional d'integració no tan comú. Es tracta de poder entrar informacions puntuals directament a GRAMPS i manipular esdeveniments a tota la base de dades sencera (en qualsevol ordre o seqüència) per ajudar l'usuari a fer la recerca, anàlisi i correlació amb la possibilitat d'omplir els buits de parentiu. És a dir, es tracta d'una eina que proporciona una forma d'entrar tota la recerca a un lloc i fer l'anàlisi i correlació que utilitza la velocitat, potència, i precisió de l'ordinador en comptes de llapis i una quantitat ingestionable de papers.
GRAMPS està programat en Python i utilitza GraphViz per crear gràfics de parentiu.
GRAMPS està disponible en les llengües següents: Català, txec, xinès (Simplificat), portuguès brasiler, esperanto, anglès, holandès, danès, finès, francès, alemany, hongarès, italià, noruec, eslovac, rus, romanès, polonès, espanyol i suec.

## Història
- 11 de febrer de 2004 − GRAMPS 1.0.0 "Stable as a Tombstone": ús d'XML per desar la informació.
- 5 de maig de 2005 − GRAMPS 2.0.0 "The Bright Side of Life": introducció del backend de la Berkeley DB.[1]
- 30 d'octubre de 2006 − GRAMPS 2.2.1 "One, two, five!": originalment, el GRAMPS només era disponible per a sistemes operatius Unix-like; amb aquesta versió el GRAMPS va esdevenir disponible per al Windows.[2]
- 24 de març de 2008 − GRAMPS 3.0.0 "It was just getting interesting": introduït el nou format de base de dades Family Tree i l'antic format .grdb queda obsolet.[3][4]
- 17 de maig de 2008 − GRAMPS 3.0.1 "Don't call me "Señor!": correcció d'errors i actualització de traduccions.[5]
- 27 de setembre − GRAMPS 3.0.2 "You look like a milkman": correcció d'errors i actualització de traduccions.
- 20 d'octubre de 2008 − GRAMPS 3.0.3 "I have this terrible feeling of déjà vu": correcció d'errors.
- 7 de desembre de 2008 − GRAMPS 3.0.4 "All the children sing": correcció d'errors. Suport de Python. Traducció al català.
- 7 de març de 2009 − GRAMPS 3.1.0 "I am the director of a publishing company": noves característiques i correcció d'errors. La primera versió on la traducció al català és completa.[6]
- 15 de març de 2010 — GRAMPS 3.2.0 "I am your father"
- 11 de juny de 2011 — GRAMPS 3.3.0 "Prelude to the next version",[7] que inclou suport per cognoms heretats de pare i mare.[8]
- 18 de maig de 2012 — GRAMPS 3.3.2 "The Knights who say 'Ni'",[9] inclou la calculadora de parentesc en català[10]
- 21 de maig de 2012 — GRAMPS 3.4.0 The "always look on the bright side of life" feature release
- 24 de juliol de 2018 -GRAMPS 5.0.0
- 21 de desembre de 2018 - GRAMPS 5.0.1 publicada la última versió.
- 8 d'agost de 2019 - GRAMPS 5.0.2
- 21 d'agsot de 2019 - GRAMPS 5.1.o
- 15 de setembre de 2019 - GRAMPS 5.1.1